# Vladimír Hagara
Vladimír Hagara (Piešťany, 7 novembre 1943 – 24 maggio 2015) è stato un calciatore cecoslovacco, di ruolo difensore.

## Carriera

### Club
Giocò con TJ Gottwaldov, Nitra, Spartak Trnava, Strojárne Martin e Slovan Piešťany.

### Nazionale
Esordì in Nazionale il 27 aprile 1968 in un'amichevole vinta per 3-0 contro la Jugoslavia.
Partecipò ai mondiali di Messico 1970, nei quali la Cecoslovacchia non riuscì a passare il primo turno, collezionando tre sconfitte su tre partite.